# Papp Imre (nyelvész)
Papp Imre (Bilak, 1907. június 16. – Kolozsvár, 1987. március 13.) erdélyi magyar nyelvész, tankönyvíró.

## Életútja
A székelyudvarhelyi Római Katolikus Gimnáziumban érettségizett (1925), Kolozsvárt jogi (1925–27), a bukaresti egyetemen latin és román nyelv és irodalom szakos tanulmányokat folytatott (1929–33), majd Jászvásárban tanári képesítő vizsgát tett (1937). A brassói Római Katolikus Főgimnázium (1934–40), majd a kolozsvári gyakorló gimnázium (1940–45) tanára, a Ferenc József Tudományegyetem közgazdasági karán román kereskedelmi levelezést ad elő. Tanügyi főfelügyelő Bukarestben a Nemzetnevelésügyi Minisztérium magyar államtitkárságán (1945–48) és a Tanügyi Közlöny (1948–49) szerkesztője, miniszteri tanácsos. A tanügyi reform életbeléptetése után a kolozsvári Gépipari Középiskola tanulmányi igazgatója (1948–56), a Bolyai Tudományegyetem román irodalmi tanszékén az új román irodalom előadója (1957–59), a kolozsvári magyar és román egyetem egyesítése után a Brassai Sámuel Középiskola tanára nyugalomba vonulásáig.

## Munkássága
Mint nyelvész és nyelvpedagógus a magyar diákok helyes román nyelvismeretének kifejlesztésére szakosította magát. 1943-ban elkészítette Román nyelvkönyvét az észak-erdélyi magyar középiskolák felső osztályai számára; ezen a területen ez volt az első tankönyv, mely tekintetbe vette a két nyelv eltérő grammatikai rendszeréből adódó sajátos nyelvpedagógiai feladatokat. A romániai magyar iskolák számára 1951 és 1960 között a Tankönyvkiadó megbízásából 17 magyar iskoláknak szánt román tankönyvet szerkesztett, és számos irodalmi jegyzet, nyelvi kurzus ellenőrzését végezte el. Egyidejűleg a magyarországi román iskolák számára is fordított magyarból tankönyveket. 1971-ben memorandumban fejtette ki a magyar anyanyelvhez kapcsolódó román nyelvtanítás általa kidolgozott eredeti módszerét.
A Limba Română tanulmányát közölte a román nyelvbeli műveltető értelmű szavakról és szerkezetekről (1975) s a főnevek nemének végződésük alapján való felismeréséről a román nyelvben (1978); utóbbi magyarul is megjelent a Tanügyi Újságban (1982). Cikkei találhatók a Romániai Magyar Szó, Előre, Igazság és Gazeta Învățământului hasábjain.
Magyarra fordította Ioan Alexandru Brătescu-Voinești Moartea lui Castor című karcolatát (A Hírnök 1938/5), s új adatokat közölt a Ludas Matyi fordítója, Ion Barac brassói író tevékenységéről (Irodalomtörténeti Közlemények 1959/3-4).
Jegyzete: Istoria literaturii române (érettségi vizsgaanyag magyar tannyelvű középiskolák számára, Papp Eneával, Kolozsvár 1957).